# Televisa
«Гру́по Телеви́са» (исп. Grupo Televisa) — мексиканская телекоммуникационная компания, оператор кабельного и спутникового телевидения. В прошлом была медиаконгломератом, владевшим телестанциями и произвоизводившим телепрограммы, в частности, теленовеллы.

## История
Компанию основал Эмилио Аскаррага Видауррета (Emilio Azcárraga Vidaurreta). В 1920-х годах он открыл одну из первых в Мексике радиостанций. В 1930-х годах она разрослась в национальную радиосеть Radio Programas de Mexico. В середине 1940-х годов Аскаррага построил киностудию Estudios Churubusco, ставшую одной из крупнейших в стране. В 1951 году Аскаррага получил концессию на развитие второй в Мексике телесети, Televimex; вскоре три национальные телесети страны были объединены в Telesistema Mexico. В начале 1960-х годов Telesistema вышла на рынки Латинской Америки и США.
В 1972 году Telesistema поглотила единственного конкурента на рынке телевещания Мексики, Television Independiente de Mexico, получив, таким образом, полную монополию; после этого телесеть сменила название на Grupo Televisa. Контроль над этой группой получил Эмилио Аскаррага Мильмо (Emilio Azcárraga Milmo), сын основателя. В 1970-х годах Televisa расширила деятельность в радиовещание, кинопроизводство и звукозапись. Одним из важнейших направлений стало производство теленовелл, которые пользовались большой популярностью не только а Мексике, но и во многих других странах.
В 1987 году под давлением Федеральной комиссии по связи сеть в США пришлось отделить в самостоятельную компанию Univision. Давление со стороны правительства компания испытывала и в Мексике, к концу 1980-х годов Televisa начала нести убытки. В декабре 1991 года компания провела размещение акций на фондовых рынках Мехико и Нью-Йорка. В 1993 году было куплено базировавшиеся в Майами издательство Editorial America (переименованное в Editorial Televisa), выпускавшие журналы на испанском языке. В 1995 году компания начала развиаать спутниковое телевидение в Мексике в партнёрстве с News Corporation. В то же время доля Televisa в эфирном телевещании неуклонно снижалась в пользу TV Azteca. В 1997 году компанию возглавил Эмилио Аскаррага Йин (Emilio Azcárraga Jean).
В 2022 году было достигнуто соглашение о слиянии подразделение телепродукции с компанией Univision. В качестве компенсации Televisa получила 4,5 млрд долларов, из них 3 млрд наличными, а остальное — акциями новой компании TelevisaUnivision. В начале 2024 года подразделение, в которое входили сеть казино, футбольный клуб, стадион и издательство, было выделено в компанию Ollamani.

## Деятельность
Выручка за 2023 год составила 73,8 млрд мексиканских песо ($4,36 млрд). Подразделения по состоянию на 2023 год:
- кабельное телевидение — услуги кабельного телевидения, широкополосного интернета и телефонии в Мексике, а также в городах Сан-Антонио и Сан-Диего (США); 16,9 млн абонентов; включает дочерние компании Cablevisión, TVI, Cablemás, Cablecom, Telecable и Bestel; 66 % выручки;
- спутниковое телевидение — услуги спутникового телевидения под брендом Sky в Мексике, странах Центральной Америки и Доминиканской Республике; 6,1 млн абонентов; дочерняя компания Innova; 24 % выручки;
- другая деятельность — Editorial Televisa (издательство), Distribuidora Intermex (торговля книгами, журналами, комиксами и предметами коллекционирования), Club de Fútbol América (футбольный клуб), Стадион Ацтека, PlayCity (сеть казино и онлайн-казино); 10 % выручки; в январе 2024 года это подразделение было выделено в самостоятельную компанию Ollamani.

### TelevisaUnivision
По состоянию на март 2024 года Grupo Televisa владела 43,3 % акций компании TelevisaUnivision, крупнейшего а мире производителя испаноязычного контента, ей принадлежат две испаноязычные телесети в США (Univision Network и UniMás), две телесети в Мексике (Las Estrellas и Canal 5), 9 сетей кабельного телевидения в США и 29 кабельных сетей в Мексике, 59 региональных телестанций в США и 32 в Мексике, 35 радиостанций в США под названием Uforia Audio Network, сервис потокового вещания UnivisionNow.com.

## Телеканалы
Бесплатные
- Las Estrellas
- Canal 5
- NU9VE (до 2018 года — Gala TV)
- FOROtv

Платные
- Bandamax
- De Película
- De Película Clásico
- Distrito Comedia
- Golden and Golden Edge
- Golden Premier
- Ritmoson Latino
- TDN и Univision TDN (Мексика, Центральная Америка и Доминиканская Республика)
- TeleHit
- Telemundo Internacional
- Tiin
- TLN (Бразилия)
- TL Novelas
- Telenovela Channel (Филиппины) — закрыт в 2024 году
- Unicable
- UFC Network

## Радио
- Televisa Radio

## Телесериалы
- 1979 — «Богатые тоже плачут»
- 1985 —
  - «Женщина, случаи из реальной жизни»
  - «Никто кроме тебя»
- 1987-88 — «Дикая Роза»
- 1989 — «Моя вторая мама»
- 1989-90 — «Просто Мария»
  - «Я покупаю эту женщину»
  - «Судьба»
- 1992 —
  - «Дедушка и я»
  - «Мария Мерседес»
- 1994 —
  - «Маримар»
  - «Перекрёстки»
- 1995 — «Мария Хосе»